# Wilhelm Holle (Politiker)
Albert Heinrich Friedrich Wilhelm Holle (* 25. Juli 1866 in Dortmund; † 26. November 1945 in Bückeburg) war ein deutscher Verwaltungsjurist und Kommunalpolitiker, unter anderem als Oberbürgermeister der Stadt Essen.

## Familie
Wilhelm Holle entstammte der Familie Holle aus Wehdem bei Lübbecke in Westfalen mit dem Ahnherren Heinrich Holle (1653–1723). Sein Großvater war der Königlich-Preußische Justizrat und Stadtverordnetenvorsteher zu Soest, Ludolf Holle (1785–1863). Der Generalleutnant Alexander Holle war sein Neffe, der Geheime Justizrat Carl Tewaag und der Reichsgerichtsrat Paul Wolff seine Schwager.
Holle war das jüngste von acht Kindern des Rechtsanwalts, Notars, Königlich-Preußischen Geheimen Justizrates und Ehrenbürgers der Stadt Dortmund, Wilhelm Holle (1821–1909) und dessen 1851 geheirateter Ehefrau Emilie geborene von Viebahn (1829–1911). Sein älterer Bruder war der preußische Minister Ludwig Holle (1855–1909).
Wilhelm Holle heiratete am 17. Februar 1894 in Dortmund Ella geborene Meininghaus (1872–1942), Tochter des Dortmunder Brauereibesitzers August Meininghaus (1840–1912). Das Ehepaar hatte drei Kinder, alle in Arnsberg geboren:
- Friedrich ("Fritz") Holle (1895–1915), studierte Jura, starb als Kriegsfreiwilliger und Vizewachtmeister des Artillerieregiments Nr. 22 im Ersten Weltkrieg in Frankreich.[1]
- Margarethe Holle (* 1897) und
- Werner Holle (* 1900).

## Leben
Wilhelm Holle war evangelisch und studierte nach seiner höheren Schulbildung Rechtswissenschaften. Während seines Studiums war er seit 1887 Mitglied des Corps Bremensia Göttingen. Nach seiner Studienzeit absolvierte Holle ein Jahr als Einjährig-Freiwilliger in der Preußischen Armee und wurde am 21. August 1889 zum Leutnant der Reserve ernannt. Er engagierte sich neben seiner beruflichen Laufbahn danach weiter in der Armee und der Landwehr, wurde am 18. November 1897 Oberleutnant der Reserve des Kaiser Alexander Garde-Grenadier-Regiment Nr. 1 und später als Oberleutnant des 1. Garde-Grenadier-Landwehr-Regiments a. D. außer Dienst gestellt.
Holle begann seine Beamtenlaufbahn nach vollendetem Studium am 11. November 1893 als Gerichtsassessor, wurde am 18. Juli 1900 Regierungsassessor und Spezialkommissar zu Arnsberg am Sitz des dortigen Regierungspräsidenten und schließlich 1902 Justiziar bei der königlichen Regierung in Arnsberg. Am 1. August 1902 erhielt Holle das Prädikat eines Königlich-Preußischen Regierungsrats in der königlichen Regierung in Arnsberg, wechselte aber noch im gleichen Jahr zum Oberpräsidium nach Münster. Nach seinem Wechsel an das preußische Ministerium nach Berlin wurde er in den Rang eines Königlich-Preußischen Geheimen Regierungsrates erhoben und zum Vortragenden Rat im Ministerium für Landwirtschaft, Domänen und Forsten in Berlin ernannt.

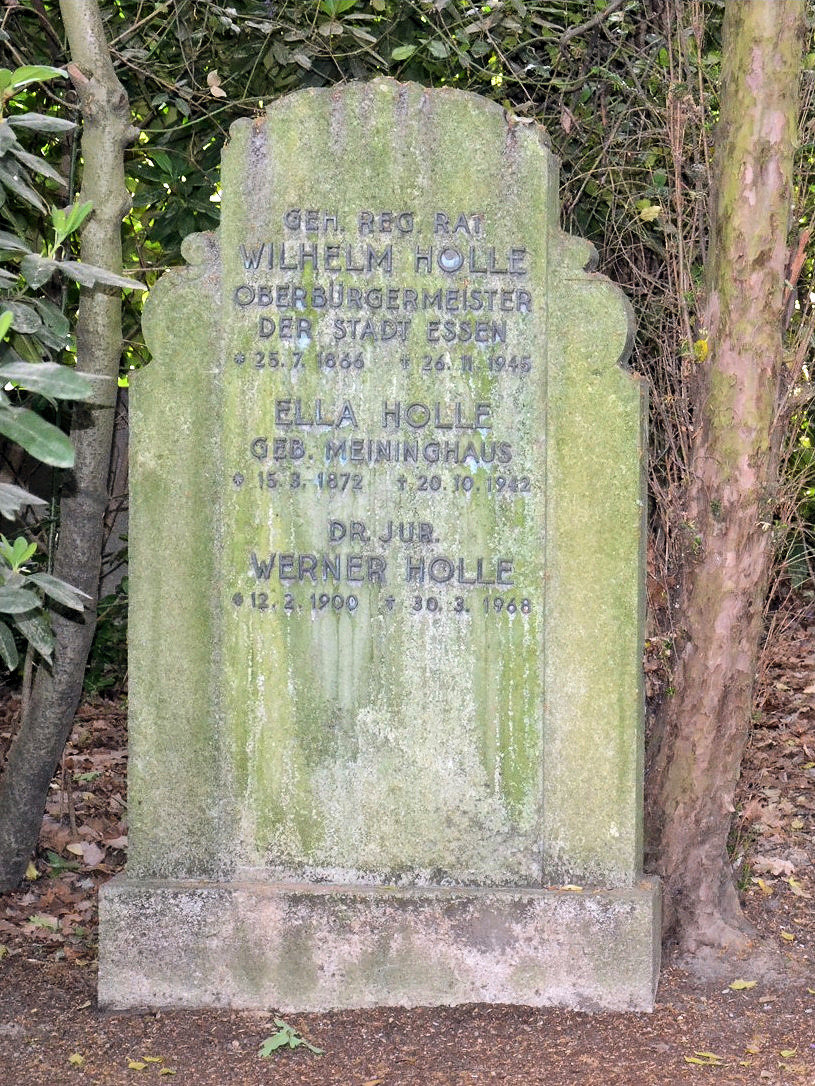
Ehrengrab auf dem Südwestfriedhof Essen

Nach dem Tod des vorherigen Essener Oberbürgermeisters Erich Zweigert, der nach über 25 Jahren Amtszeit noch kurz vor seinem Tod von den Stadtverordneten einstimmig die Ehrenbürgerwürde der Stadt Essen erhielt, zweifelte die Essener Bürgerschaft, ob für den verstorbenen Bürgermeister ein adäquater Ersatz gefunden werden könne. Man fand ihn im Geheimen Regierungsrat Wilhelm Holle, der sich unter anderem mit der Wasserwirtschaft beschäftigte und sich damit Zweigert, der Vorsitzender des Ruhrtalsperrenvereins war, näherte. Holle war vom 18. Juli 1906 bis in das Jahr 1918 Oberbürgermeister der Stadt Essen und damit auch Vertreter der Stadt im Preußischen Herrenhaus. Holle setzte das Werk Zweigerts fort. Seiner Initiative waren zur damaligen Zeit alle Lehr- und Bildungsanstalten zu verdanken, die während seiner Amtszeit ins Leben gerufen wurden. In den ersten Jahren seines Amtes entstanden die Städtischen Krankenanstalten. Außerdem engagierte er sich nicht nur in der Erweiterung von Essen in der Peripherie, sondern förderte auch die Innenstadt.
Im Jahr 1920 wurde Holle für gut zwei Monate als Reichskommissar im Freistaat Sachsen-Gotha eingesetzt. Von 1921 bis 1932 war er als Oberverwaltungsgerichtsrat tätig.
Nach Wilhelm Holle ist die Hollestraße vor dem Essener Hauptbahnhof benannt. Sein Ehrengrab befindet sich auf dem Südwestfriedhof Essen.

## Auszeichnungen (Auswahl)
- Königlich-preußischer Kronen-Orden 3. Klasse
- Königlich-preußischer Roter Adlerorden 4. Klasse
- Landwehrdienstauszeichnungskreuz 1. Klasse